# Шалеговське сільське поселення
Шале́говське сільське поселення (рос. Шалеговское сельское поселение) — адміністративна одиниця у складі Орічівського району Кіровської області Росії. Адміністративний центр поселення — село Шалегово.

## Історія
Станом на 2002 рік на території сучасного поселення існували такі адміністративні одиниці:
- Шалеговський сільський округ (село Шалегово, селища 900 км, 904 км, Шалегово, присілки Білопухови, Боронічі, Бурлаки, Бушмаки, Вершинінці, Вороб'ї, Головінці, Єгози, Залісьє, Зелений, Ішимови, Карманови, Королеви, Королі, Крутці, Кунгурови, Лобастови, Лобошани, Логічі, Овчинніки, Петеліни, Саввічі, Чащини)

Поселення було утворене згідно із законом Кіровської області від 7 грудня 2004 року № 284-ЗО у рамках муніципальної реформи шляхом перетворення Шалеговського сільського округу.

## Населення
Населення поселення становить 752 особи (2017; 796 у 2016, 805 у 2015, 855 у 2014, 822 у 2013, 805 у 2012, 784 у 2010, 1013 у 2002).

## Склад
До складу поселення входять 26 населених пунктів:
| Населений пункт      | Населення, осіб (2002) | Населення, осіб (2010) |
| -------------------- | ---------------------- | ---------------------- |
| 900 км, селище       | 3                      | -                      |
| 904 км, селище       | 6                      | 5                      |
| Білопухови, присілок | 3                      | 0                      |
| Боронічі, присілок   | 0                      | 0                      |
| Бурлаки, присілок    | 0                      | 0                      |
| Бушмаки, присілок    | 3                      | 6                      |
| Вершинінці, присілок | 8                      | 2                      |
| Вороб'ї, присілок    | 2                      | 0                      |
| Головінці, присілок  | 2                      | 0                      |
| Єгози, присілок      | 0                      | 0                      |
| Залісьє, присілок    | 9                      | 6                      |
| Зелений, селище      | 451                    | 364                    |
| Ішимови, присілок    | 0                      | 0                      |
| Карманови, присілок  | 2                      | 0                      |
| Корольови, присілок  | 3                      | 2                      |
| Королі, присілок     | 8                      | 8                      |
| Крутці, присілок     | 8                      | 0                      |
| Кунгурови, присілок  | 7                      | 0                      |
| Лобастови, присілок  | 2                      | 2                      |
| Лобошани, присілок   | 5                      | 2                      |
| Логічі, присілок     | 6                      | 6                      |
| Овчинніки, присілок  | 0                      | 0                      |
| Петеліни, присілок   | 1                      | 0                      |
| Саввічі, присілок    | 9                      | 1                      |
| Чащини, присілок     | 0                      | 0                      |
| Шалегово, село       | 475                    | 380                    |
| Шалегово, селище     | 0                      | 0                      |